# Țestoasele Ninja 3
Țestoasele Ninja 3 (titlu original: Teenage Mutant Ninja Turtles III) este un film american cu supereroi din 1993 scris și regizat de Stuart Gillard. Este al treilea film cinematografic cu Țestoasele Ninja, o continuare a filmului Țestoasele Ninja 2 (1991) și al treilea și ultimul film din trilogia originală cu Țestoasele Ninja. Rolurile principale au fost interpretate de actorii Elias Koteas, Paige Turco, Vivian Wu, Sab Shimono și Stuart Wilson cu vocile lui Brian Tochi, Robbie Rist, Corey Feldman și Tim Kelleher. Acțiunea se învârte în jurul "Sacrelor Nisipuri ale Timpului", un sceptru mistic care transportă pe Țestoase și April înapoi în timp către Japonia feudală, unde sunt prinși într-un conflict între un daimyō și un grup de săteni rebeli.
Filmul a fost lansat la cinematografe în Statele Unite pe 19 martie 1993 de New Line Cinema. A avut o recepție predominant negativă, cu un consens din partea criticilor că filmul nu a avut deloc inamici și povestiri din benzile desenate originale de la Mirage Studios sau din serialul de animație din 1987. A fost un succes moderat la box office dar a fost filmul cu cele mai mici încasări din seria originală, încasând 54,4 milioane $ pe un buget de 21 milioane $. Un film de animație pe computer distribuit de Warner Bros., Țestoasele Ninja, care a recunoscut continuitatea trilogiei originale de filme live action, a fost lansat în 2007. Seria de filme a avut mai târziu un reboot complet în 2014 cu Țestoasele Ninja lansat de Paramount Pictures urmând achiziției francizei de către Viacom.